# Burtjärnen (Ljustorps socken, Medelpad)
Burtjärnen är en sjö i Timrå kommun i Medelpad och ingår i Indalsälvens huvudavrinningsområde.